# Beef Island, Falklandsöarna
Beef Island är en ö i territoriet Falklandsöarna (Storbritannien). Den ligger i den västra delen av ögruppen, 240 km väster om huvudstaden Stanley.